# Cicònids
Els cicònids (Ciconiidae) són una família d'ocells de l'ordre dels ciconiformes (Ciconiiformes), conegudes habitualment i de manera genèrica com cigonyes, malgrat que, de manera més restrictiva aquest nom s'aplica a les espècies del gènere Ciconia. Les cigonyes són ocells grossos de potes llargues i coll llarg amb becs llargs i robustos que anteriorment incloïen un nombre d'altres famílies, com ara els ardèids i els ibis, però aquestes famílies s'han traslladat a altres ordres.
Les cigonyes habiten en moltes regions i tendeixen a viure en hàbitats més secs que els ardèids, els becplaner i els ibis; també els manca el plomissol que aquests grups utilitzen per netejar el llim dels peixos. El repicat amb el bec és una manera important de comunicació al niu. Moltes espècies són migratòries. La majoria de les cigonyes mengen granotes, peixos, insectes, cucs de terra, ocells petits i petits mamífers. Hi ha 20 espècies vives de cigonyes en sis gèneres.
Per estalviar energia en vol, les cigonyes tendeixen a usar les tèrmiques dels corrents d'aire. L'ascens requereix corrents d'aire tèrmic. El famós àlbum de fotografies de cigonyes d'Ottomar Anschütz de 1884 va inspirar el disseny dels planadors experimentals d'Otto Lilienthal de finals del segle XIX. Les cigonyes són pesades, amb una envergadura alar ampla: el marabú africà, amb una envergadura alar de 3,2 m i un pes de fins a 8 kg, s'iguala al còndor andí en tenir l'envergadura més ampla de tots els ocells terrestres vius.
Els nius són sovint molt grans i es poden reutilitzar durant molts anys. Se sap que alguns nius poden arriba a fer més de 2 metres de diàmetre i uns 3 metres de profunditat. Es creia que les cigonyes eren monògames, però això només és parcialment cert. Tot i que les cigonyes són generalment socialment monògames, algunes espècies poder aparellar-se amb un altre individu.
La concepció popular sobre la fidelitat de les cigonyes, la monogàmia i la cura parental dels polls contribueixen a la prominència en la mitologia i la culturaen general especialment en el folklore occidental com ser el portadors dels nadons humans a les cases.
Totes les 20 espècies de cigonya han estat avaluades per la UICN i tenen el seu propi estatus en la llista vermella. No obstant això, sembla que l'avaluació per a diverses espècies es va basar en suposicions incorrectes i una absència general d'informació sonora sobre els hàbits de cigonya.

## Etimologia
La paraula cigonya es va utilitzar per primera vegada en el sentit actual almenys en el segle XII en anglès mitjà. Es deriva de la paraula de l'anglès antic “storc”, que en si mateixa prové de la hipòtesi pregermànica “stork” i en última instància el protoindoeuropeu “*sr̥ǵos”. El nom es refereix a la postura rígida que adopten les cigonyes en repòs, un significat reflectit en la paraula relacionada “stark”, que es deriva de l'anglès antic "stearc". Diverses espècies de cigonyes són conegudes per altres noms comuns. El jabirú americà porta el nom de les paraules del tupí-guaraní que significa "el que té" i "llum", referint-se al coll gruixut. El marabú africà porta el nom de la paraula àrab «murābiṭ» que significa “home sant”, a causa de la naturalesa santa percebuda de l'espècie.

## Morfologia
Les cigonyes tenen una mida que va des del marabou africà, que fa 152 cm d'alt i pot pesar 8,9 kg, fins a la cigonya d'Abdim, que només té 75 cm d'alt i només pesa 1,3 kg. La forma és superficialment similar als ardèids, amb les cames i el coll llarg, però són més pesats. Hi ha alguns dimorfismes sexuals en mida, amb mascles de fins a un 15% més grossos que les femelles en algunes espècies (com el jabirú africà), però gairebé no hi ha diferència en l'aspecte. L'única diferència és en el color de l'iris de les dues espècies del gènere Ephippiorhynchus.
El bec de cigonyes és gros o molt gros, i varia considerablement entre els gèneres. La forma està vinculada a la dieta de les diferents espècies. El bec gros de les cigonyes del gènere Cicònia són els menys especialitzats. Més gros és el bec lleugerament corbat cap amunt de l'Ephippiorhynchus i del jabirú africà. Aquest ha evolucionat per caçar peixos en aigües poc profundes. Encara són més grossos els becs dels marabú (Leptoptilos), que els serveix per alimentar-se de carronya i en defensa contra altres carronyaires, així com per capturar segons quines preses. El bec llarg, semblant als dels ibis, de les cigonyes del gènere Tàntal (Mycteria) tenen les puntes sensibles que els permeten detectar les preses pel tacte (sistema tàctil) on les condicions ennuvolades no els permetrien veure-les. Els becs més especialitzats de qualsevol cigonya són els dels becs de tenalles (Anastomus), que com el seu nom indica, s'obren pel mig quan el bec està tancat. Aquests becs han evolucionat per ajudar a alimentar-se de la seva presa principal, els caragols d'aigua dolça.
Tot i que de vegades semblin mudes, tenen siringe, i són capaces de fer alguns sons, encara que no ho fan tan sovint. Tanmateix, les siringes de les cigonyes estan d'alguna manera “degenerades” i les membranes d'algunes espècies es troben entre anells traqueals o cartílags, un arranjament inusual compartit amb els furnàrids.
En resum:
- Són grans ocells de potes llargues i sovint una postura erecta. El bec també és llarg i gran, normalment recte, però no en totes les espècies.
- Fan 75 – 150 cm de llargària i 2 – 9 kg de pes.
- Amb certa freqüència el plomatge conté els colors blanc, gris o negre, ocasionalment amb un to rosat.
- Escàs dimorfisme sexual, malgrat que les femelles són menors que els mascles.
- Tenen ales amples i llargues i volen amb el coll estès a excepció de les espècie del gènere Leptoptilos, que retrauen en cap.
- El plomatge dels joves és més apagat que el dels adults, fins que no adquireixen a l'any de vida.

## Distribució i hàbitat
Les cigonyes tenen una distribució gairebé cosmopolita, absent dels pols. Dues espècies, la cigonya blanca i la negra, es distribueixen per Europa i Àsia temperada occidental, mentre que una espècie, la cigonya oriental, arriba a zones temperades de l'Àsia oriental, i una espècie, el jabirú asiàtic, es troba a Australàsia. També es troben a la major part d'Amèrica del Nord i gran part d'Austràlia. Els centres de diversitat de cigonyes es troben a l'Àsia tropical i l'Àfrica subsahariana, amb vuit i sis espècies reproductores respectivament. Només tres espècies són presents al Nou Món: el tàntal americà, la cigonya maguari i jabirú americà, que és l'ocell volador més alt de les Amèriques.
Les cigonyes són més diverses i comunes als tròpics, i les espècies que viuen en climes temperats majoritàriament migren per evitar el pitjor de l'hivern. Són bastant diversos en els requisits d'hàbitat. Algunes espècies, en particular els tàntals (Mycteria) i els becs de tenalles (Anastomus), són altament dependents de l'aigua i les preses aquàtiques, però moltes altres espècies són molt menys dependents d'aquest tipus d'hàbitat, encara que sovint en faran ús. Espècies com el marabú africà i la cigonya d'Abdim sovint es troben alimentant-se en prats oberts de sabana. Els hàbitats preferits inclouen prats inundats, boscos poc densos, aiguamolls i arrossars, prats humits, aigües de rius i estanys. Moltes espècies seleccionaran basses poc profundes, particularment quan els llacs o els rius s'assequen, ja que concentren les preses i fan que sigui més difícil que les preses escapin, o quan les pluges monsòniques augmenten la profunditat de l'aigua de zones aquàtics grans. Algunes espècies com la cigonya collblanca asiàtica i el marabú collgroc s'han adaptat als conreus canviants de paisatges agrícoles tropicals que els permeten romandre residents malgrat les transformacions provocades pels cultius estacionals. A Sud-àfrica, la cigonya collblanca asiàtica s'ha adaptat a l'alimentació artificial i ara en gran part nien als arbres en jardins amb piscines.
Els hàbitats menys típics inclouen els boscos temperats densos utilitzats per la cigonya negra europees, o l'hàbitat de la selva tropical buscat per la cigonya de Storm al sud-est asiàtic. Generalment, eviten els hàbitats marins, amb l'excepció del marabú collgroc, el tàntal blanc i el tàntal americà, tots ells farratgen en manglars, llacunes i fangs estuarians. Un nombre d'espècies, especialment la cigonya collblanca asiàtica, el jabirú asiàtic, el bec de tenalles asiàtic i el marabú collgroc al sud d'Àsia, s'han adaptat a hàbitats humans altament modificats, per a la caça i la cria. En absència de persecució, diverses espècies de cigonyes es reprodueixen prop de les persones, i espècies com el marabú africà, el marabú caragroc i la cigonya blanca s'alimenten als abocadors.

### Migració i moviments

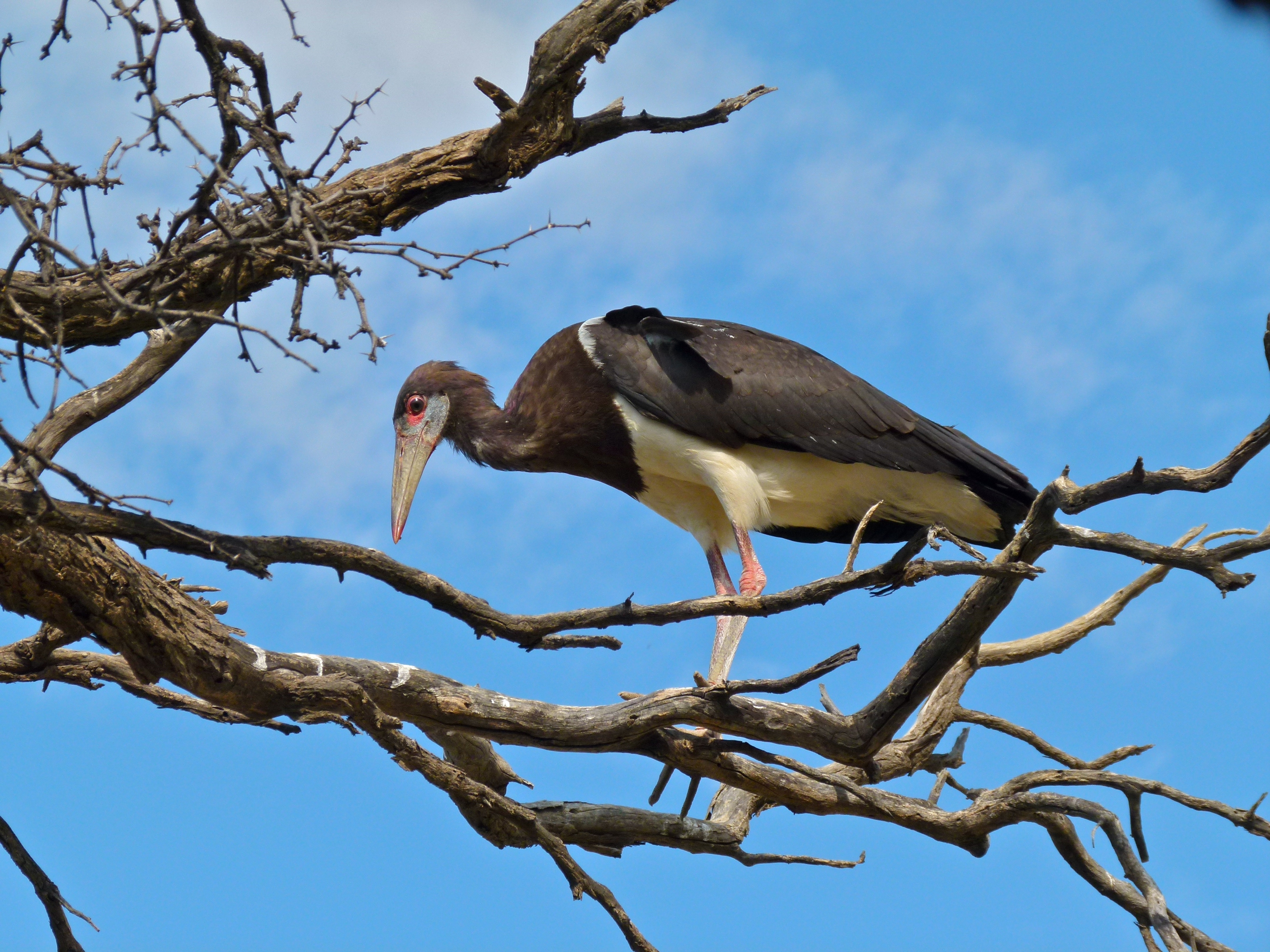
La cigonya d'Abdim són migrants regulars intra-africans.

Segons l'espècie, les cigonyes varien en la tendència a la migració. A l'hivern les espècies temperades com la cigonya blanca, la cigonya negra i la cigonya oriental emprenen llargues migracions anualment. Les rutes usades per aquestes espècies eviten haver de fer llargs trajectes a través de l'aigua, i des d'Europa això normalment significa volar a través de l'Estret de Gibraltar o a través d'Israel i el Sinaí. Estudis d'ocells joves als que se'ls va impedir de migrar amb altres de la seva espècie han demostrat que aquestes rutes són almenys parcialment apreses, en lloc de ser innates com ho són en els migrants passeriformes. Les cigonyes negres que migren es poden dividir entre les que fan escales entre Europa i les zones d'hivernada a l'Àfrica, i les que no ho fan.
La cigonya d'Abdim és un altre migrant, encara que migra dins dels tròpics. Durant l'estació humida cria al nord d'Àfrica, des del Senegal fins al Mar Roig i després migra a l'Àfrica del sud. Moltes espècies que no són migrants regulars poden fer desplaçaments més curts si les circumstàncies ho requereixen; altres poden migrar sobre part de l'àrea de distribució. Això també pot incloure desplaçaments regulars des de llocs de nidificació fins a àrees d'alimentació. S'han observat tàntals americà alimentant-se a 130 km de la seva colònia de cria.
A Alemanya, l'any 1822 es va capturar una cigonya que duia una llança travessant-li el coll i el posterior estudi va ser crucial per entendre la migració dels ocells europeus, per a més informació vegeu l'article corresponen Pfeilstorch.

## Comportament

### Alimentació i dieta
Les cigonyes són depredadores carnívores, capturen rèptils, petits mamífers, insectes, peixos, amfibis i altres petits invertebrats. Les cigonyes solen caçar animals en aigües poc profundes. Qualsevol material vegetal consumit sol ser per accident. Els tàntals (Mycteria) són especialistes en l'alimentació de vertebrats aquàtics, especialment quan les preses es concentren al baixar el nivell de l'aigua o inundacions de poca profunditat. A Sumatra a les planes de marea i manglars el tàntal blanc s'alimenta de certs gòbids, sondejant el cau amb el bec i fins i tot el cap al fang. El mètode d'alimentació característic implica estar dret o caminar en aigües poc profundes i mantenir el bec submergit a l'aigua. Quan el contacte es fa amb la presa, el bec reflexivament es tanca en 25 mil·lisegons, una de les reaccions més ràpides conegudes en qualsevol vertebrat. La reacció és capaç de distingir entre els elements de presa i els objectes inanimats com les branques, encara que el mecanisme exacte és desconegut.

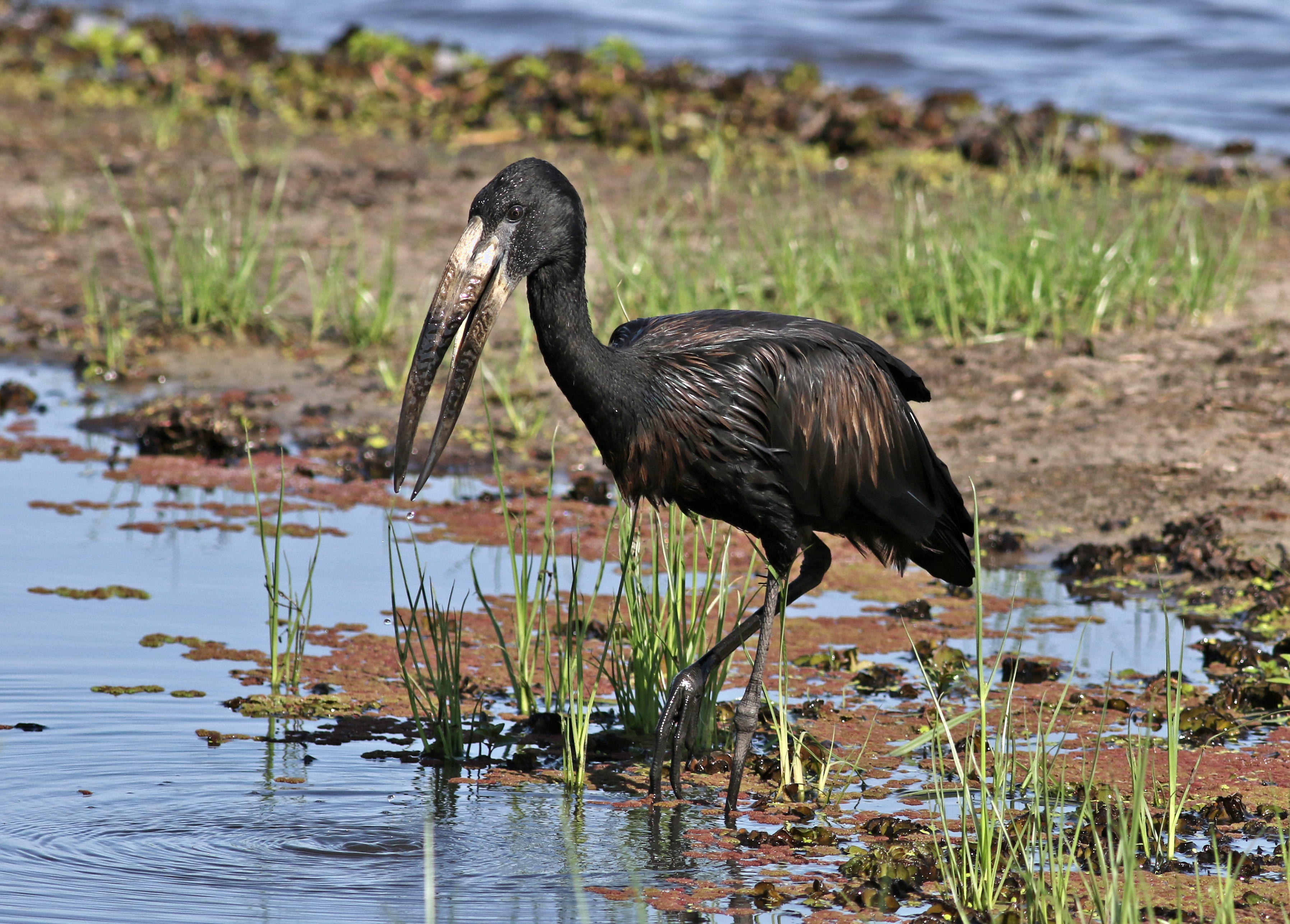
Bec de tenalles africà alimentant-se en aigües poc profundes.

Els bec de tenalles són especialistes en mol·luscs d'aigua dolça, especialment cargols poma. S'alimenten en petits grups, i de vegades el bec de tenalles africà cavalca sobre l'esquena dels hipopòtams mentre fan la cerca. Després d'haver agafat un cargol, tornarà a terra o a aigües menys profundes per menjar-lo. La fina punta del bec l'utilitzen per obrir el cargol, i la bava té un efecte narcòtic, que fa que el cargol es relaxi i simplifica el procés d'extracció.
Els altres gèneres de cigonyes són més generalitzats. Les cigonyes Ciconia són molt generalitzades en la seva dieta, i algunes espècies, incloent-hi la cigonya d'Abdim i el marabú, s'alimenten d'eixams de llagostes. Els Ephippiorhynchus són carnívors, però tenen una dieta molt diversa quan viuen d'hàbitats modificats per humans com zones agrícoles. El mètode d'alimentar-se cercant preses al terra és l'utilitzat pels generalistes i assetgen o caminar a través de prats o aigües poc profundes, observant les preses.

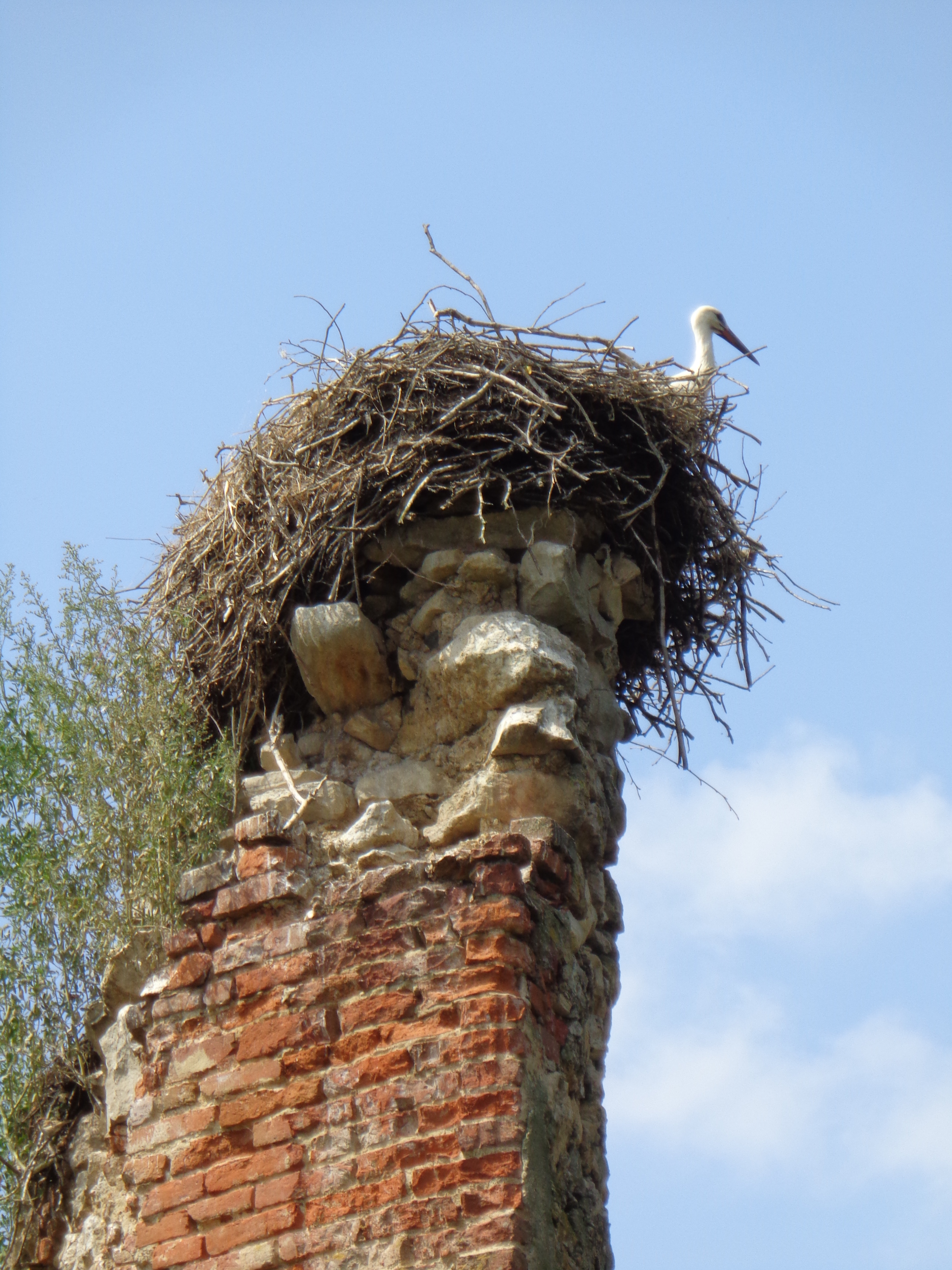
Niu de cigonya blanca europea a Bisag, Croàcia.

### Reproducció
Les diferents espècies de cigonyes van des de ser progenitors solitaris fins a criar en colonias. El jabirú americà, els Ephippiorhynchus i diverses espècies de Ciconia són completament solitàries a l'hora de la reproducció. En contrast, els tàntals, les cigonyes d'Abdim, els becs de tenalles i els marabús es reprodueixen en colònies que poden variar des de dues parelles fins a milers. Moltes d'aquestes espècies es reprodueixen en colònies amb altres ocells aquàtics, que poden incloure altres espècies de cigonyes, ardèids, pelicans, corbs marins i ibis. Les cigonyes blanques, les cigonyes orientals i les cigonyes maguari són lleugerament colonials, i poden criar-se en nius que es troben dins de l'abast visual d'altres de la mateixa espècie, però tenen poc a veure entre si. També poden niar en solitari, i es descoenixen les raons per les quals trien niar junts o separats. Per criar, les cigonyes utilitzen arbres dins d'una varietat d'hàbitats, inclosos boscos, ciutats, terres de cultiu i grans aiguamolls.

## En la cultura
Moltes mitologies antigues presenten històries i llegendes que impliquen cigonyes. A l'antic Egipte, el jabirú africà ere vist com entre els animals més poderosos i s'utilitzava per representar el ba, la concepció egípcia antiga de l'ànima, durant l'Imperi antic. Bennu, una deïtat egípcia que més tard va ser la inspiració per al fènix, també podria haver estat inspirada per una cigonya, encara que era més probable que fos un ibis o un bernat pescaire.

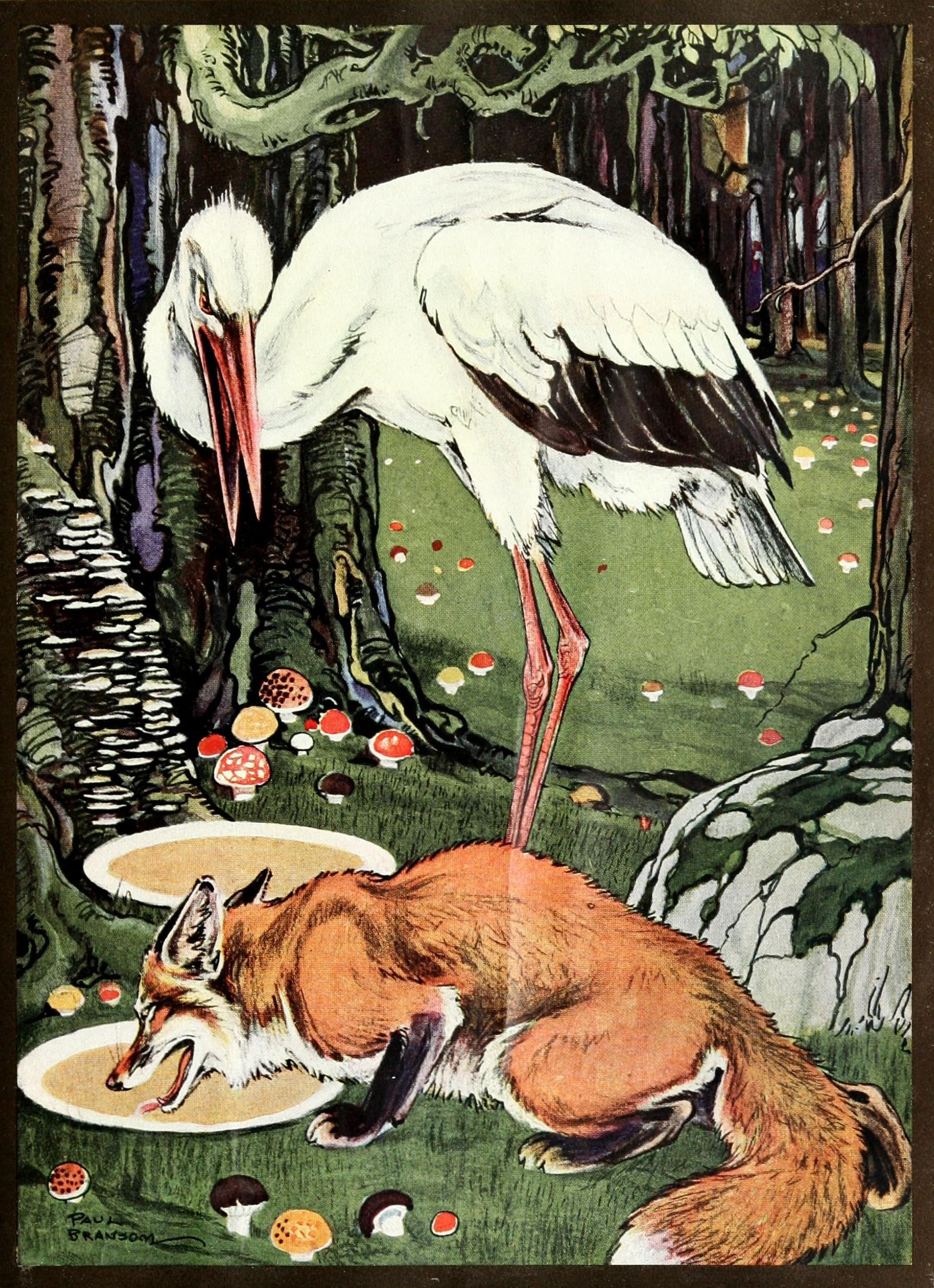
Les cigonyes apareixen en diferents faules d'Esop, com la faula de “La guineu i la cigonya”.

La mitologia grega i romana retrata les cigonyes com a models de devoció parental. L'escriptor romà del segle III Claudi Elià, citant l'autoritat d'Alexandre Mindi, va assenyalar en el seu «De natura animalium» (llibre 3, capítol 23) que les cigonyes envellides van volar a les illes oceàniques on es van transformar en humans com a recompensa per la seva pietat cap als seus pares. També es pensava que les cigonyes cuidaven els pares envellits, alimentant-los i fins i tot transportant-los, i els llibres infantils els representaven com un model de valors filials. Una llei grega anomenada Pelargonia, paraula de l'antic grec “pelargos” que significa cigonya, requeria que els ciutadans tinguessin cura dels seus pares grans. Els grecs també sostenien que matar una cigonya podria ser castigat amb la mort.
Les cigonyes apareixen en diverses faules d'Isop, sobretot a “El camperol i la cigonya”, “La guineu i la cigonya” i “Les granotes que demanen un rei”. La primera faula implica una cigonya que és capturada amb un grup de grues que mengen cereals en el camp d'un agricultor, amb la moral que els que s'associen amb gent malvada poden ser considerats responsables dels seus crims. La guineu i la cigonya impliquen una guineu que convida una cigonya a sopar i proporciona sopa en un plat del qual la cigonya no pot beure, i al seu torn és convidada a sopar per la cigonya i se li dóna menjar en un càntir estret al qual no pot accedir. Adverteix als lectors a seguir el principi Primum non nocere. La tercera faula implica un grup de granotes que no estan satisfetes amb el rei que Zeus els ha donat, un registre inanimat, i que després són castigades amb una nova cigonya de rei (una serp d'aigua en algunes versions) que menja les granotes.

### Associacions amb la fertilitat
Segons el folklore europeu, la cigonya blanca és la responsable de portar els nadons a pares primerencs. La llegenda és molt antiga, però va ser popularitzada per una història de Hans Christian Andersen de 1839 anomenada "Les cigonyes".

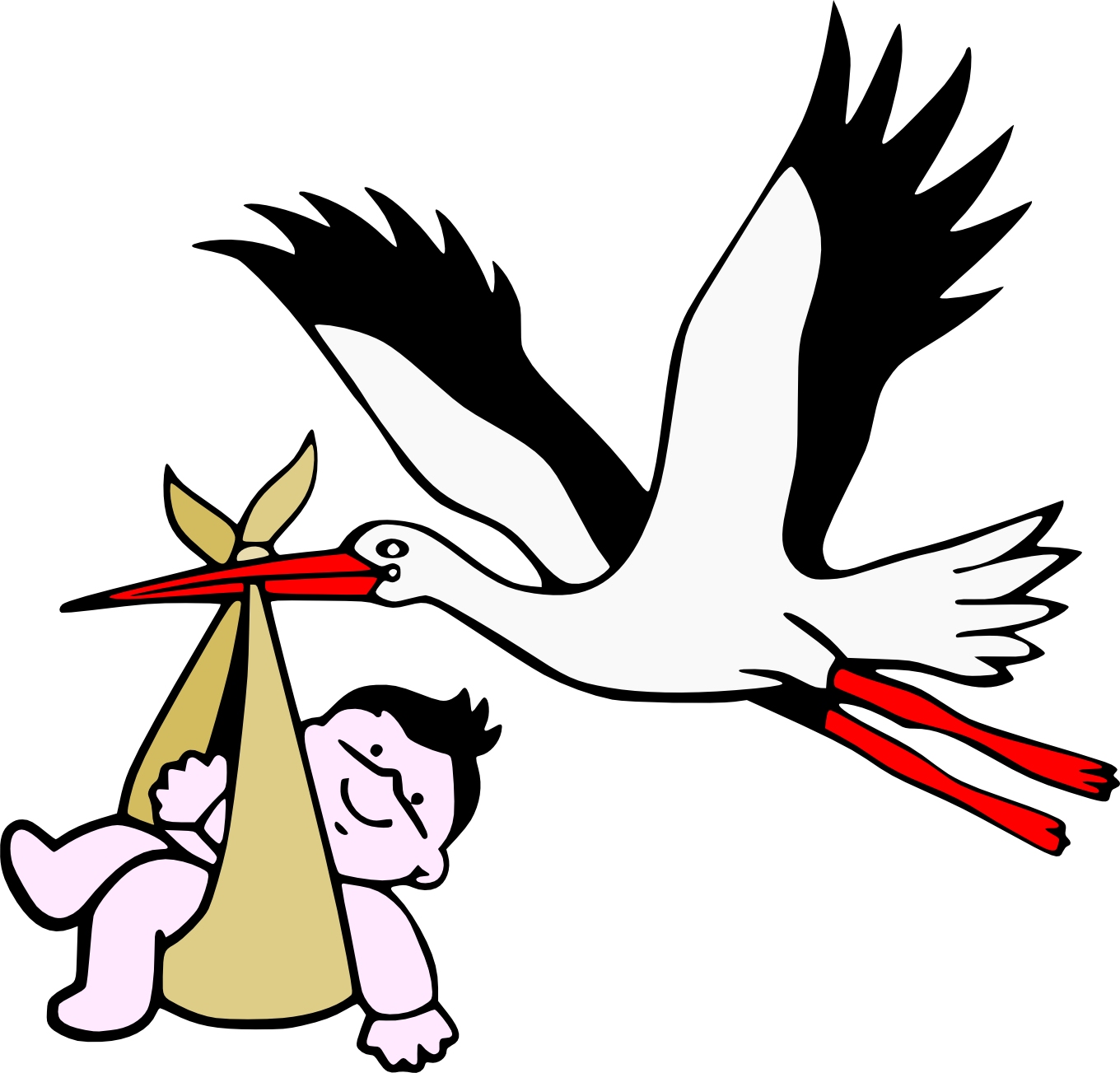

El folklore alemany sostenia que les cigonyes trobaven nadons en coves o pantans i els portaven a les llars en una cistella a l'esquena o sostingudes amb en el bec. Aquestes coves contenien adebarsteïna o "pedres de cigonya". Els nadons serien donats a la mare o deixats caure per la xemeneia. Les llars notificarien quan volien nens col·locant dolços per la cigonya a la finestra. Posteriorment, el folklore s'ha estès per tot el món a les Filipines i els països d'Amèrica del Sud. Les marques de naixement a la part posterior del cap dels nadons, nevus flammeus nuchae, de vegades es coneix com a mossegades de cigonya.
En la mitologia eslava i la religió pagana, es pensava que les cigonyes portaven ànimes no nascudes de Vyraj a la Terra a la primavera i l'estiu. Aquesta creença encara persisteix en la cultura popular moderna de molts països eslaus, en la història infantil simplificada que "les cigonyes porten nens al món".
El psicoanalista Marvin Margolis suggereix que el caràcter durador de la faula de cigonya del nounat està relacionat amb el fet d'abordar una necessitat psicològica, en el sentit que alleuja el malestar de discutir el sexe i la procreació amb els nens. Els ocells s'han associat durant molt de temps amb els símbols materns de deesses paganes com Juno a l'Esperit Sant, i la cigonya pot haver estat escollida pel plomatge blanc (representant la puresa), la mida i el vol a gran altitud (assemblat a volar entre la Terra i el Cel).
En el folklore també hi ha aspectes negatius per a la cigonya; un conte polonès relata com Déu va fer blanc el plomatge de la cigonya, mentre que el diable li va donar ales negres, imbuint-lo amb impulsos tan bons com dolents. Igualment es van associar amb nadons discapacitats o nascuts morts a Alemanya, explicant com la cigonya havia deixat el nadó en ruta a la llar, o com a venjança o càstig per delictes passats. Es deia que una mare que estava confinada al llit en l'època del part havia estat "mossegada" per la cigonya. A Dinamarca, es deia que les cigonyes llençaven fora un pollet del niu i després un ou en anys successius. A l'Anglaterra medieval, les cigonyes també s'associaven amb l'adulteri, possiblement inspirat en els rituals de festeig. Les prevencions i la postura les van veure relacionades amb l'atribut de l'autoconcepció. A vegades, es va dir als nens d'esclaus afroamericans que els nadons blancs eren portats per cigonyes, mentre que els nadons negres van néixer d'ous de rapinyaires.

### Com aliment
Les cigonyes mai han estat un aliment especialment comú, però ocasionalment apareixen en banquets medievals. També poden haver estat cuinades a l'antic Egipte.

## Taxonomia
Les cigonyes s'han classificat en 6 gèneres amb 19 espècies i la filogènia corresponen és reconeguda pel Congrés Ornitològic Internacional, parcialment basada en de Sousa et al (2023):
- Gènere Mycteria. Tàntals
  - Tàntal americà (Mycteria americana)
  - Tàntal blanc (Mycteria cinerea)
  - Tàntal africà (Mycteria ibis)
  - Tàntal de l'Índia (Mycteria leucocephala)
- Gènere Anastomus. Becs de tenalles.
  - Bec de tenalles asiàtic (Anastomus oscitans)
  - Bec de tenalles africà (Anastomus lamelligerus)
- Gènere Ciconia. Cigonyes típiques.
  - Cigonya negra (Ciconia nigra)
  - Cigonya d'Abdim (Ciconia abdimii)
  - Cigonya collblanca africana (Ciconia microscelis)
  - Cigonya collblanca asiàtica (Ciconia episcopus)
  - Cigonya de Storm (Ciconia stormi)
  - Cigonya maguari (Ciconia maguari)
  - Cigonya blanca (Ciconia ciconia)
  - Cigonya oriental (Ciconia boyciana)
- Gènere Ephippiorhynchus. Jabirús del Vell Món.
  - Jabirú asiàtic (Ephippiorhynchus asiaticus)
  - Jabirú africà (Ephippiorhynchus senegalensis)